# 豊田市立大畑小学校
豊田市立大畑小学校（とよたしりつ おおばたしょうがっこう）は、愛知県豊田市大畑町にある公立小学校。

## 概要
- 校区は大畑町、篠原町、広幡町、八草町であり、公立中学校に進学する場合は豊田市立保見中学校へ進学する[1]。

## 沿革
- 1875年（明治8年）3月[注釈 1] - 大畑村に大畑学校が開校。
- 1887年（明治20年）4月 - 尋常小学伊保学校に統合され、尋常小学伊保学校大畑分教場となる。
- 1889年（明治22年）10月1日 - 西広見村、大畑村、八草村、篠原村が合併し、橋見村が発足。
- 1892年（明治25年）4月 - 伊保尋常小学校大畑分教場に改称する。
- 1893年（明治26年）4月 - 独立し、橋見学校となる。
- 1906年（明治39年）7月1日 - 伊保村と橋見村と合併し、保見村が発足。
- 1907年（明治40年）1月 - 保見第二尋常小学校に改称する。
- 1916年（大正5年） - 校舎を新築する。
- 1921年（大正10年）4月 - 高等科を設置し、保見第二尋常高等小学校に改称する。
- 1938年（昭和13年） - 校舎を新築する。
- 1941年（昭和16年）4月1日 - 保見村立西部国民学校に改称する。
- 1947年（昭和22年）4月1日 - 保見村立西部小学校に改称する。
- 1951年（昭和26年）10月 - 校舎を増築する。
- 1955年（昭和30年）3月1日 - 保見村と石野村が猿投町に編入される。同時に猿投町立大畑小学校に改称する。
- 1964年（昭和39年）4月 - 校舎（鉄筋コンクリート造）が完成する。
- 1966年（昭和41年）7月 - プールが完成する。
- 1967年（昭和42年）4月1日 - 猿投町が豊田市へ編入される。同時に豊田市立大畑小学校に改称する。
- 1998年（平成10年） - 現在地に校舎を新築し、移転する。

## 交通アクセス
- 愛知環状鉄道篠原駅下車、徒歩約15分。
- 愛知高速交通東部丘陵線八草駅下車、徒歩約20分。
- 保見地域バス【広幡・八草コース】【広幡・八草・田籾コース】「大畑公民館」バス停より徒歩約3分。　※火・木曜日運行

## 周辺施設
- 豊田市立大畑こども園
- 大畑町公民館
- 愛知環状鉄道篠原駅